# Zoya
Pour le film, voir Zoïa (film).
Zoya (titre original : Zoya) est un roman écrit par la romancière américaine à succès Danielle Steel, paru aux États-Unis en 1988 aux éditions Delacorte  puis en France en 1991.

## Résumé
Zoya Konstantinovna Ossupov, est une comtesse russe, la jeune cousine du Tsar Nicolas II. Toute sa famille meurt sous ses yeux. Elle échappe à la Révolution Russe avec sa grand-mère et un loyal serviteur. Ils parviennent à Paris, où elle doit prendre soin d'elle-même et des siens, et se construire une nouvelle vie loin de ses racines. 
Elle rejoint les ballets Russes de Diaghilev. Malgré les objections de sa grand mère dues à la différence de classe sociale, Zoya sort avec un officier américain : Clayton Andrews. A la fin de la Première Guerre mondiale, ils se marient et partent vivre aux États-Unis, où Zoya a un garçon et une fille, et vit une vie heureuse, jusqu'à la mort de son mari. 
Elle hérite alors d'une dette colossale et est obligée de vendre tout ce qu'elle possède. Elle se bat pour la survie de sa famille et finit par se faire une place dans la boutique de vêtements d'Axelle. Elle accompagne celle-ci en France et y rencontre le styliste millionnaire Simon Hirsch dont elle tombe amoureuse. Ils ont un enfant ensemble, puis la Seconde Guerre mondiale commence et Simon et son premier fils entrent dans l'armée. Hirsh meurt à son tour. 
Puis la vie continue, malgré la mort accidentelle de sa fille. Elle revient enfin aux sources de sa vie, la Russie, en compagnie de sa petite-fille qui a reçu l'œuf des Ossupov, le symbole et l'héritage ancestral de sa famille.
Le roman dépeint le Tsar et sa famille non comme des figures historiques, mais comme des personnes réelles avec des sentiments, des triomphes, des peines et des douleurs. Il décrit aussi la ténacité et la rage de vivre d'une jeune femme face à son destin.

## Adaptation de Zoya à l'écran
En 1995, sort une adaptation de Zoya à la télévision intitulée Zoya : Les Chemins du destin, sous la direction de Richard A. Colla avec Melissa Gilbert dans le rôle titre,,, film à ne pas confondre avec son homonyme soviétique Zoya (film) réalisé par Leo Arnchtam, sorti en 1944.